# Pachyotoma recta
Pachyotoma recta is een springstaartensoort uit de familie van de Isotomidae. De wetenschappelijke naam van de soort is voor het eerst geldig gepubliceerd in 1929 door Stach.